# ناتج انشطار نووي
إن المنتجات الانشطارية النووية هي الشظايا الذرية المتبقية بعد أن تتعرض النواة النووية الكبيرة للانشطار النووي. عادة، نواة كبيرة مثل انصهار اليورانيوم عن طريق تقسيمه إلى نواتين أصغر منه، جنبا إلى جنب مع عدد قليل من النيوترونات، وتحرير طاقة حرارية (الطاقة الحركية للنوى)، وأشعة غاما. النواتين الصغيرتين هما منتجات الانشطار.
حوالي 0.2٪ إلى 0.4٪ من الانصهار هو انصهار ثلاثي، وإنتاج نواة الضوء الثالث مثل الهيليوم-4 (90٪) أو التريتيوم (7٪).
وعادة ما تكون المنتجات الانشطارية غير مستقرة وبالتالي مشعة؛ بسبب كونها غنية نسبيا بالنيوترونات لعددها الذري، والكثير منها سرعان ما يخضعون لاضمحلال بيتا. هذا يحرر طاقة إضافية في شكل جزيئات بيتا، أنتينوترينوس، وأشعة غاما. وبالتالي، فإن أحداث الانشطار عادة ما تؤدي إلى إشعاع بيتا وغاما، على الرغم من أن هذا الإشعاع لا ينتج مباشرة عن طريق حدوث نفس الانشطار.
إن النويدات المشعة المنتجة لها أعمار نصف مختلفة، وبالتالي تختلف في النشاط الإشعاعي. فعلى سبيل المثال، ينتج السترونتيوم-89 والسترونتيوم-90 بكميات متماثلة في الانشطار، وتتحلل كل نواة بواسطة انبعاث بيتا. ولكن 89Sr لديه عمر النصف 30 عاما، و 89Sr له عمر النصف 50.5 يوما. وهكذا يستغرق اضمحلال نصف ذرات 89Sr في 50.5 يوما، التي تنبعث بنفس العدد من جسيمات بيتا كلما كان هناك اضمحلال، قد يتدهور أقل من 0.4٪ من ذرات 90Sr، التي تنبعث فقط ب0.4٪ من بيتا. ومعدل الانبعاث الإشعاعي هو الأعلى بالنسبة لأقصر النويدات المشعة عمرا، على الرغم من أنها تضمحل أيضا أسرع. وبالإضافة إلى ذلك، يقل احتمال انحلال نواتج الانشطار الأقل استقرارا إلى النويدات المستقرة، بدلا من التحلل إلى النويدات المشعة الأخرى التي تتعرض لمزيد من الاضمحلال والإشعاع، مما يزيد من إنتاج الإشعاع. وهذه المنتجات الانشطارية قصيرة العمر والتي تشكل خطرا مباشرا من الوقود المستنفد، كما أن إنتاج الطاقة من الإشعاع يولد حرارة كبيرة يجب أخذها في الاعتبار عند تخزين الوقود المستهلك. كما أن هناك مئات من النويدات المشعة المختلفة التي تم إنشاؤها، يتلاشى مستوى النشاط الإشعاعي الأولي بسرعة كما تشوه النويدات المشعة قصيرة الأجل، ولكن لم يتوقف تماما كما تتشكل النويدات المشعة طويلة الأمد أكثر والكثير من الذرات غير مستقرة المتبقية.

## وصلات خارجية
- Iodine fallout studies in the United States
- The Live Chart of Nuclides - IAEA  Color-map of product yields, and detailed data by click on a nuclide.